# Пасу-ду-Лумиар

Пасу-ду-Лумиар на карте штата.

Пасу-ду-Лумиар (порт. Paço do Lumiar) — муниципалитет в Бразилии, входит в штат Мараньян. Составная часть мезорегиона Север штата Мараньян. Входит в экономико-статистический микрорегион Городская агломерация Сан-Луис. Население составляет 105 121 человек на 2010 год. Занимает площадь 122,828 км². Плотность населения — 855,84 чел./км².

## Демография
Согласно сведениям, собранным в ходе переписи 2010 г. Национальным институтом географии и статистики (IBGE), население муниципалитета составляет:
| Полное население                               | Полное население                               | Полное население                               | Полное население                               | 105 121 |
| ---------------------------------------------- | ---------------------------------------------- | ---------------------------------------------- | ---------------------------------------------- | ------- |
| в том числе:                                   | Городское население                            | 78 811                                         | Процент городского населения, %                | 74,97   |
|                                                | Сельское население                             | 26 310                                         | Процент сельского населения, %                 | 25,03   |
|                                                | Мужское население                              | 50 910                                         | Процент мужского населения, %                  | 48,43   |
|                                                | Женское население                              | 54 211                                         | Процент женского населения, %                  | 51,57   |
| Плотность населения, чел/км²                   | Плотность населения, чел/км²                   | Плотность населения, чел/км²                   | Плотность населения, чел/км²                   | 855,84  |
| Население муниципалитета в % к населению штата | Население муниципалитета в % к населению штата | Население муниципалитета в % к населению штата | Население муниципалитета в % к населению штата | 1,60    |

По данным оценки 2016 года, население муниципалитета составляет 117 877 жителей.

## История
Город основан 14 января 1961 года.

## Статистика
- Валовой внутренний продукт на 2003 год составляет 87 243 921,00 реалов (данные: Бразильский институт географии и статистики).
- Валовой внутренний продукт на душу населения на 2003 год составляет 970,23 реалов (данные: Бразильский институт географии и статистики).
- Индекс развития человеческого потенциала на 2000 год составляет 0,727 (данные: Программа развития ООН).